# Rubratoxina
A Rubratoxina é uma toxina produzida pelo P. rubrum, que provoca doenças hemorrágicas em animais (aves, suínos e bovinos). Sua produção está associada a produção de pigmentos vermelhos. O cereal mais envolvido é o milho.